# Friedrich Karl Lippert (Maler)
Friedrich Karl Lippert auch: Karl Lippert (* 10. April 1894 in Hannover; † 1943 ebenda) war ein deutscher Maler, Grafiker, Jäger und Erfinder.

## Leben

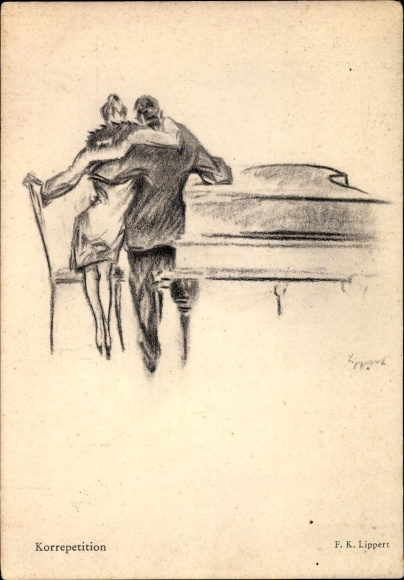
Sogenannte „Künstlerpostkarte“ mit der Zeichnung eines eleganten Paares an einem Flügel;
anlässlich des 1929 von der Genossenschaft Deutscher Bühnen-Angehöriger in der Stadthalle Hannovers veranstalteten Festes der Städtischen Bühnen

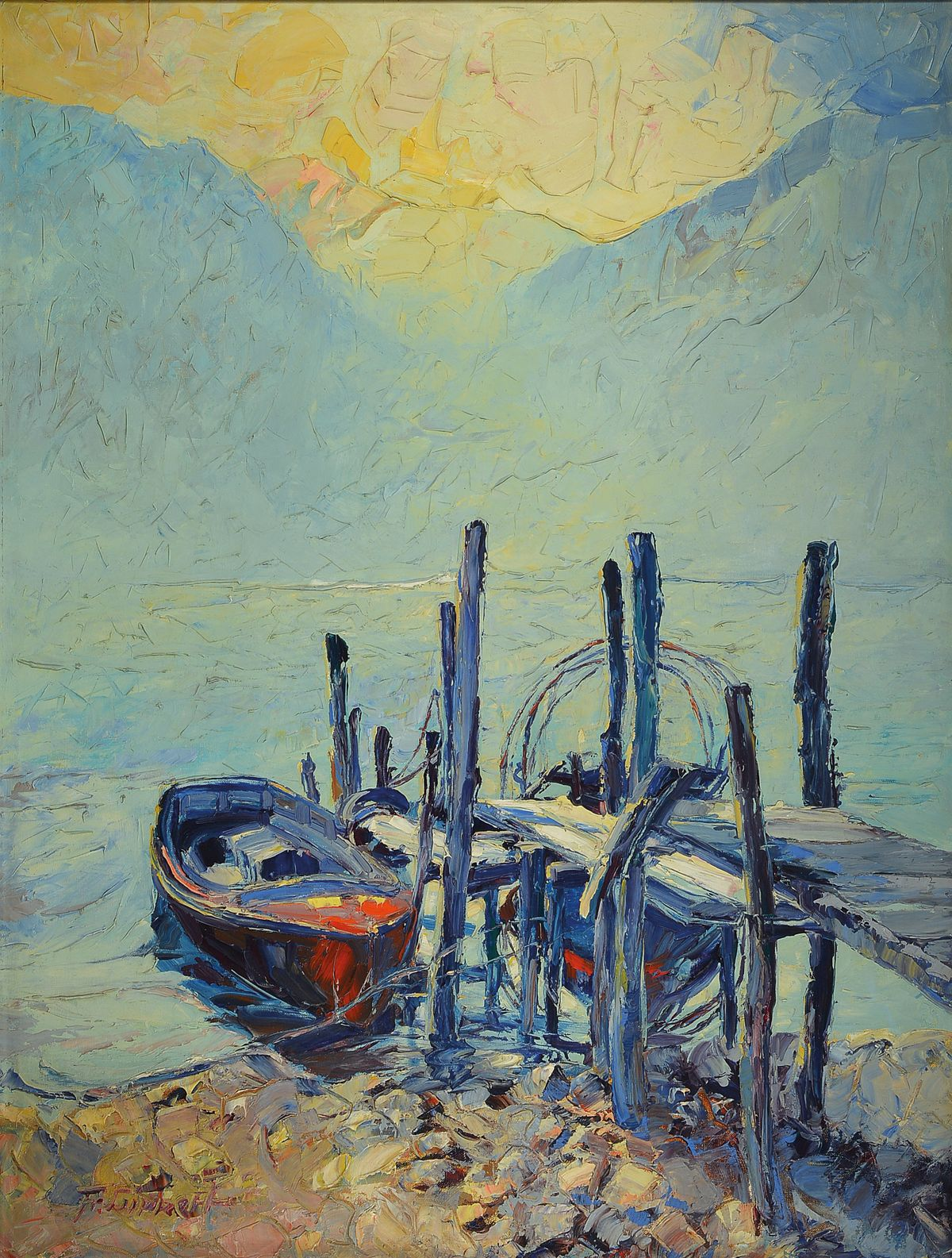
Ölgemälde Lipperts mit zwei Booten an einem Steg

Zur Zeit der Weimarer Republik war Lippert 1. Gauleiter des Reichswirtschaftsverbands bildender Künstler Deutschlands (RWVBK) und stand diesem Verband bis 1925 vor. Seine Nachfolge übernahm Carl Buchheister.
Zudem leitete F. K. Lippert den Kunstverein Hannover und organisierte beispielsweise im Juni 1926 die Gemeinschaftsausstellung des Vereins im Künstlerhaus, in der er mit eigenen Tierstudien vertreten war.
Nachdem der Maler 1927 auf der 95. Großen Kunstausstellung des hannoverschen Kunstvereins sein Werk „Rehe am Hang“ gezeigt hatte, erwarb der Oberpräsident der Provinz Hannover 1929 schließlich Lipperts Werk „Rotlicht in Waldlicht“, das später jedoch „wohl beim Bombenangriff am 8./9.10.1943“ in Hannover verloren ging; ähnlich wie mindestens ein anderes Werk des Künstlers, das sich in der Gemäldegalerie der Staatlichen Museen zu Berlin fand.
Zwischen 1927 und 1939 erarbeitete „F.K. Lippert“ in Zusammenarbeit mit dem Architekten Walter Wickop und dem Grafiker Hermann Peffer für die Läden des Bekleidungs-Reinigungsunternehmens F. A. Stichweh eine neue, einheitliche Gestaltung, so etwa für den „Stichweh“-Schriftzug und die verwendete Farbe der Marke.

## Lippertsches Waidbesteck
Lippert erfand das nach ihm benannte „Lippertsche Waidbesteck“. Über das dazugehörige Lippertsche Waidmesser hat der Waffenhistoriker Gerhard Seifert „maßgebliche Aufsätze“ verfasst. Die in Handarbeit, nur auf Bestellung und als Einzelstücke hergestellten Lippertschen Waidmesser ließ Lippert bei der Firma Heinrich Scherping fertigen.

## Werke (Auswahl)

### Schriften
- Vom Schuss an, mit 80 Bildern und Zeichnungen des Verfassers, 2. Auflage, Hannover: Osterwald, 1932
  - Neuauflage, Niedersächsischer Jagdkulturverlag, Hannover, Marienstraße 8[13]
  - 3., verbesserte Auflage, Hannover: Osterwald, 1954
- Feinde im Revier, Bremen: Hauschild, 1933

### Illustrationen
- Karl Wigo Weigand, Friedrich Karl Lippert, Willi Roerts: 50 Jahre Continental. 1871 1921. Gedenkbuch zum 50-jährigen Bestehen der Continental Caoutchouc- und Gutta-Percha-Compagnie, Magdeburg: A. Wohlfeld, 1921
- Friedrich Oehlkers: Aus Heide, Bruch und Moor, mit Federzeichnungen von Friedrich Karl Lippert und einem Bilde des Verfassers von Rudolf Weber, zweite Auflage, Hannover: Verlag der Gebrüder Jänecke, 1925

## Archivalien
Archivalien von und über F.K. Lippert finden sich beispielsweise
- im Stadtarchiv Hannover, im Zusammenhang mit Karl Anlaufs Artikel F.K. Lippert, der Jäger und Sammler; Archivsignatur HR 19, 341[7]